# El Khalifa Bank
El Khalifa Bank est une banque algérienne fondée en 1998 par Rafik Khalifa, elle est la première banque privée algérienne.
Elle a disparu en 2003.

## Histoire
El Khalifa Bank est créée le 12 avril 1998  par Rafik Khalifa grâce à la vente d'une villa héritée de son père, il obtient un crédit de 950 milliards de dinars de la Banque de développement local (BDL). Cela lui a permis de constituer le capital de la banque. 
En 2000, El Khalifa Bank lance les cartes de crédit Visa (Gold et Silver), MasterCard et American Express. El Khalifa Bank devient la première banque à avoir lancé pour la première fois, des cartes de crédit en Algérie.
Le 27 novembre 2002, El Khalifa Bank est soumise à une mesure conservatoire de suspension des transferts de fonds vers l'étranger par la Banque d'Algérie. 
Le 3 mars 2003, la commission bancaire de la Banque d'Algérie impose au groupe Khalifa la désignation d'un administrateur provisoire à la tête d'El Khalifa Bank.

## Structures
El Khalifa Bank comptait 74 agences à travers le territoire algérien en 2003.